# Jag tillhör dig
"Jag tillhör dig" är en låt av Niklas Jarl, Patric Jonsson och Lillemor Sjöberg som framfördes av Mathias Holmgren i Fame Factory 2002. Låten låg på Svensktoppen 23 november 2002 till 7 december 2002 och som högst fyra.